# Hitomi (Dead or Alive)
Pour les articles homonymes, voir Hitomi.
Hitomi (ヒトミ) est un personnage de la série de jeu de combat Dead or Alive. Elle rejoint la distribution de Dead or Alive 3 en 2001 en tant que nouveau personnage. Pour l'enregistrement de sa voix, Hitomi est doublée par Yui Horie pour la version japonaise et par Hynden Walch et Eden Riegel pour les versions anglaises. Dans le film DOA: Dead or Alive, Hitomi est interprétée par la comédienne Hung Lin.
Hitomi a été conçue par le réalisateur de la série Dead or Alive, Tomonobu Itagaki. Le personnage a été prévu pour être un personnage assez facile à pratiquer, disposant de combos simples et rapides à exécuter pour le joueur. Hitomi pratique le karaté et est spécialisée dans les techniques mêlant l'attaque et la défense, faisant de la combattante un personnage relativement équilibré,,. Elle remplace par conséquent Ein qui redevient Hayate dans ce troisième volet. 
Dans Dead or Alive 5, Hitomi subit une retouche au niveau du visage, qui est un peu plus long et des oreilles qui ont été réduites de taille,.

## Biographie
Hitomi est née en Allemagne, sûrement près de la Forêt-Noire, née d'un père allemand, maître d'un dojo, et d'une mère japonaise. Elle est entrainée par son père au karaté. Durant les évènements du premier Dead or Alive, Hitomi fait la rencontre d'une personne amnésique nommée 
Ein. Elle l'emmène avec elle et s'entrainent ensemble jusqu'au second tournoi, où Ein est sur le départ pour tenter d'y découvrir son passé. Il recouvre peu à peu la mémoire et se rappelle avoir été chef du clan ninja Hayate, ce qui lui permet de retourner dans son village d'origine.
Dans Dead or Alive 3, Hitomi a 18 ans et participe au tournoi pour tester et prouver ses compétences au combat et son indépendance. Durant son service pour DOATEC en tant que serveuse, elle retrouve Ein et fait la rencontre d'Ayane, Ein lui révèle la vérité sur son passé. Elle rencontre par la même occasion un autre candidat du tournoi, Jann Lee. Hitomi finira troisième de la compétition, lui permettant ainsi de quitter le dojo et de mener sa vie comme elle le désire, en tant qu'adulte indépendante.
Dans Dead or Alive 4, son père est atteint d'une maladie, qui a pour conséquences de grandes pressions financières pour le dojo. Elle décide alors de participer au quatrième tournoi afin d'y remporter l'argent offert au vainqueur. Hitomi croise 
Hayate lui suppliant de retourner au dojo de son père, mais ce dernier refuse déclarant qu'il n'est plus 
Ein.
Dans Dead or Alive 5, elle s'entraîne aux côtés de Leifang dans un cirque, en vue du prochain tournoi. Elles sont toutes deux invitées au cinquième tournoi organisé par Helena, par Zack, qu'elles battent en duo. Lors du tournoi, Hitomi affronte Mila puis Eliot et arrive jusqu'en finale. Avant le combat final, elle croise Hayate près du Taylor's Bar, qu'elle affronte en souvenir du bon vieux temps. Ils se quittent en bons termes. Hitomi finit finaliste du tournoi, échouant face à Jann Lee.

## Apparitions
- 2001 - Dead or Alive 3
- 2003 - Dead or Alive Xtreme Beach Volleyball
- 2005 - Dead or Alive 4
- 2006 - Dead or Alive Xtreme 2
- 2010 - Dead or Alive Paradise
- 2011 - Dead or Alive: Dimensions
- 2012 - Dead or Alive 5
  - 2013 - Dead or Alive 5 Ultimate
  - 2015 - Dead or Alive 5 Last Round
- 2016 - Dead or Alive Xtreme 3
- 2019 - Dead or Alive 6